# Ghost Diver
Ghost Diver è un film del 1957 diretto da Richard Einfeld.
È un film d'avventura statunitense con James Craig, Audrey Totter e Nico Minardos.

## Produzione
Il film, diretto, prodotto e sceneggiato (con Merrill G. White) da Richard Einfeld per la Regal Films fu girato nell'agosto 1957.

## Distribuzione
Il film fu distribuito negli Stati Uniti nell'ottobre 1957 al cinema dalla Twentieth Century Fox Film Corporation. È stato distribuito anche in Grecia con il titolo To fantasma ton vython.